# Federazione scacchistica dell'Ucraina
La Federazione scacchistica dell'Ucraina (in ucraino Федерація шахів України?) è l'organizzazione che coordina le attività di scacchi in Ucraina con sede a Kiev.
La federazione ucraina organizza annualmente il Campionato ucraino di scacchi.